# Jean Lejeune (historien)
Pour les articles homonymes, voir Jean Lejeune (homonymie) et Lejeune.
Jean Lejeune, né le 18 juin 1914 à Herstal et mort le 22 mars 1979  à Liège en Belgique, est un historien et un homme politique belge ainsi qu'un militant wallon.

## Biographie

### Enfance et famille
Jean Lejeune est le deuxième enfant du poète wallon Jean Lejeune, dit Jean Lamoureux et de son épouse Adrienne Vercheval. Sa sœur aînée est la philologue Rita Lejeune. Jean Lamoureux, frappé par la terrible épidémie de grippe espagnole qui ravage l'Europe, meurt à la fin de la Première Guerre mondiale, Jean Lejeune, qui a alors quatre ans, est élevé par sa mère, qui reprend son activité de couturière, et par sa sœur aînée Marguerite dite « Rita ». Malgré une situation sociale des plus modestes, comme sa sœur, il entreprend et termine avec succès des études supérieures à la Faculté de Philosophie et Lettres de l'Université de Liège, où il acquiert le titre de Docteur en histoire en 1938.

### Seconde Guerre mondiale
Appelé à l'armée par les menaces puis par la déclaration de guerre en 1939, il est sous-lieutenant au 12e Régiment de Ligne, le régiment où Willy Bal, aspirant officier, commande un peloton de la 3e Division d'infanterie. Lors de l'invasion de la Belgique en mai 1940, il se distingue, notamment lors de la Bataille de la Lys, où il supporte le choc de l'attaque du 24 mai, entre  Courtrai et Wielsbeke malgré bon nombre de défections dans les régiments flamands, face aux troupes fraîches de trois divisions allemandes.
La Lys est franchie par l'envahisseur et le Roi Léopold III ne tarde pas à capituler. Fait prisonnier, Jean Lejeune est emmené en Allemagne avec 60 000 autres soldats n'ayant pas réussi un test linguistique de langue néerlandaise dans le cadre de la Flamenpolitik : il y demeure cinq ans captif, notamment en Poméranie.
Pour vaincre l'inaction, il jette les bases ce l'ouvrage qui deviendra sa thèse d'agrégation de l'enseignement supérieur Liège et son pays. Naissance d'une patrie (XIIIe – XIVe siècles) en 1945.

### Retour à la vie civile
Rendu à la vie civile et retrouvant Liège, il constate l'échec de son mariage, contracté avant la guerre, mais devient Secrétaire Général de l'association « Le Grand Liège » puis assistant du professeur Paul Harsin de 1947 à 1955, ensuite chargé de cours et enfin professeur à partir de 1959, titulaire de la chaire d'Histoire de Belgique et d'histoire de la principauté de Liège.
La publication de sa thèse lui vaut une notoriété et une réputation scientifique mais c'est la publication par le Grand Liège de son livre sur « La Principauté de Liège », ouvrage de vulgarisation mais de haute tenue qu'il dédie à sa sœur Rita, qui lui vaut une large popularité.
Tout en continuant son œuvre scientifique émaillée de publications, Jean Lejeune se lance aussi dans une carrière politique communale  qui va faire de lui un conseiller communal dans les rangs du parti libéral puis, presque aussitôt, un échevin des Travaux Publics et des Musées, réalisant un programme de travaux et de promotion de la vie culturelle qui va changer le visage de Liège.
Jean Lejeune est néanmoins partisan du « tout à l'automobile », influencé par les idées du groupe architectural l'Équerre.
Dans les années 1960, responsables politiques et techniciens s’accordent pour adapter le centre de Liège à la circulation automobile. Le plan Lejeune est adopté en 1968. Il prévoit de transformer la place Saint-Lambert en carrefour de voies rapides, ainsi que de créer en sous-sol une importante gare des bus et deux mille places de parking.
Le plan d'aménagement suppose de nombreuses démolitions. C'est presque tout le quartier situé entre la place Saint-Lambert et la rue Haute-Sauvenière qui disparaît dans le courant des années 1970.
Il participe à certains congrès nationaux wallons, use de toute sa science pour défendre la réunion ou le retour des Fourons à la province de Liège. Il pense même qu'en réalité les Flamands cherchent à couper la Wallonie des pays voisins.
Il est également président de l'association Le Grand Liège. Lors de la formation du Gouvernement Eyskens-Merlot en 1968, ce membre libéral de Wallonie libre se lance dans un plaidoyer passionné face à cette association en principe apolitique en faveur du fédéralisme.

## Publications

### Ouvrages
- Liège et son pays : naissance d'une patrie (XIIIe – XIVe siècle), Liège, Faculté de philosophie et lettres de l'Université de Liège, coll. « Bibliothèque de la Faculté de philosophie et lettres de l'Université de Liège » (no 112), 1948, 559 p.
- La principauté de Liège, Liège, Eugène Wahle, 1980, 3e éd. (1re éd. 1948), 226 p. (ISBN 2870110588, OCLC 492973196)
- Les Van Eyck : peintres de Liège et de sa cathédrale, Liège, Georges Thone, 1956, 213 p.
- Liège, de la Principauté à la métropole, Anvers, Éditions Mercator, 1967, 436 p. (OCLC 3966531)
- Liège et son palais : Douze siècles d'histoire, Anvers, Fonds Mercator, 1979, 367 p. (ISBN 9061531071 et 9789061531074, OCLC 464465030)

### Articles
- « Saint Luc. », Bulletin de la société royale Le Vieux-Liège, t. III, no 65,‎ 1940, p. 062-062 (ISSN 0776-1309)
- « Jean d'Outremeuse, le quatrième livre du « Myreur des histors » et la « Chronique en bref » », Annuaire d'Histoire Liégeoise, t. IV, no 19,‎ 1951, p. 457-525, article no 99 (ISSN 0304-0771, OCLC 183358507)
- « Note sur un manuscrit de la Chronique de Jean de Hocsem, appartenant au Baron de Schaetzen de Schaetzenhof », Bulletin de la Commission royale d'histoire, Académie royale de Belgique, no 119,‎ 1954, p. 71-72 (lire en ligne)
- « Les résidences princières à Maastricht. », Bulletin de la société royale Le Vieux-Liège, t. V, no 117,‎ 1957, p. 141-150 (ISSN 0776-1309)
- « Saint-Michel sur le Marché et la commune de Liège », Annuaire d'Histoire Liégeoise, t. VI, no 27,‎ 1959, p. 361-423, article no 129 (ISSN 0304-0771, OCLC 183358507)
- « Contribution à l'histoire des idées politiques. De Godefroid de Fontaines à la paix de Fexhe (1316) », Annuaire d'Histoire Liégeoise, t. VI, nos 30, 1ère partie,‎ 1962, p. 1215-1261, article no 139 (ISSN 0304-0771, OCLC 183358507)
- « Belges et Liégeois aux origines d'une historiographie nationale » (Édition par Bruno Demoulin), Annuaire d'Histoire Liégeoise, t. XXI, no 45,‎ 1980-1981, p. 49-114, article no 193 (ISSN 0304-0771, OCLC 183358507)

## Source
- Encyclopédie du Mouvement wallon, Tome II, p. 962-963